# Crematogaster amapaensis
Crematogaster amapaensis är en myrart som beskrevs av Kempf 1960. Crematogaster amapaensis ingår i släktet Crematogaster och familjen myror. Inga underarter finns listade i Catalogue of Life.